# Oleg Golovanov
Oleg Golovanov (rus: Олег Сергеевич Голованов)  (Sant Petersburg, 15 de desembre de 1934 - 24 de maig de 2019) fou un remer rus que va competir sota bandera soviètica durant dècades de 1950 i 1960.
El 1960 va prendre part en els Jocs Olímpics d'Estiu de Roma, on guanyà la medalla d'or en la prova del dos sense timoner del programa de rem. Formà parella amb Valentín Boreiko. Quatre anys més tard, als Jocs de Tòquio, quedà eliminat en sèries en la mateixa prova.
En el seu palmarès també destaca una medalla de plata al Campionat del món de rem de 1962 i una altra al Campionat d'Europa de rem de 1959, sempre en el dos sense timoner. Entre 1959 i 1963 guanyà cinc campionats soviètics en el dos sense timoner.
Entre 1978 i 1988 fou entrenador de la selecció nacional soviètica de rem.